# Oppboga
Oppboga är en by i Fellingsbro socken i Lindesbergs kommun, Örebro län, belägen cirka 2 kilometer väster om Fellingsbro vid Arbogaån. SCB avgränsade för orten en tätort från 1965 till 9175 och en småort från 1990 till 2023.

## Historia
I Oppboga anlades 1901 Oppboga träsliperi, vilket i början av 1930-talet hade vuxit till en papp- och kartongfabrik med omkring 100 anställda.